# Liste der denkmalgeschützten Objekte in Techelsberg am Wörther See
Die Liste der denkmalgeschützten Objekte in Techelsberg am Wörther See enthält die 11 denkmalgeschützten, unbeweglichen Objekte der Gemeinde Techelsberg am Wörther See.

## Denkmäler
| Foto |                 | Denkmal                                                                             | Standort                                                             | Beschreibung | Metadaten |
| ---- | --------------- | ----------------------------------------------------------------------------------- | -------------------------------------------------------------------- | --- | --- |
| ja   | Datei hochladen | Bauernhof Petutschnig (Petutschnighube) HERIS-ID: 16852 Objekt-ID: 13120            | Pernach 11 Standort KG: St. Bartlmä                                  | Gehöft vulgo Pothuschnig. Bemerkenswertes, großteils in Holzbauweise (Kombination von Blockbau- und Ständerbauweise mit Bundwerk) errichtetes Querlaubenhaus mit Schopfwalmdach. Letztes in der Gemeinde erhaltenes Beispiel eines bäuerlichen Wohnhauses aus dem 18. Jahrhundert. | BDA-Hist.: Q37832843 Status: Bescheid Stand der BDA-Liste: 2025-06-30 Name: Bauernhof Petutschnig (Petutschnighube) GstNr.: 1411, 1412, 1414                                          |
| ja   | Datei hochladen | Kath. Filialkirche hl. Bartholomäus (mit Friedhof) HERIS-ID: 16851 Objekt-ID: 13119 | Sankt Bartlmä Standort KG: St. Bartlmä                               | Das Bauwerk ist von einer Friedhofsmauer umgeben. Kleiner gotischer Bau mit östlichem Dachreiter. Am Chor zweistufige Strebepfeiler, Sakristei an der Süd-Seite. Westliche Vorlaube auf gemauerten Pfeilern, am linken Pfeiler Inschrift von 1550. Profiliertes spätgotisches West-Portal; gotische Türbeschläge. | BDA-Hist.: Q1371325 Status: § 2a Stand der BDA-Liste: 2025-06-30 Name: Kath. Filialkirche hl. Bartholomäus (mit Friedhof) GstNr.: 1803, 941 Filialkirche hl Bartholomäus, Techelsberg |
| ja   | Datei hochladen | Ehem. Kirche bei Schuschnig HERIS-ID: 16897 Objekt-ID: 13165seit 2013               | bei Hadanig 2 Standort KG: St. Martin am Techelsberg                 | Die turmlose Kirche wurde um 1880 errichtet, aber nie geweiht. An der Langhausdecke und den Seitenwänden befinden sich Wandmalereien. | BDA-Hist.: Q37832996 Status: Bescheid Stand der BDA-Liste: 2025-06-30 Name: Ehem. Kirche bei Schuschnig GstNr.: 568 Kirchengebaeude, Hadanig (Techelsberg)                            |
| ja   | Datei hochladen | Mesnerhaus HERIS-ID: 16855 Objekt-ID: 13123                                         | Sankt Martin am Techelsberg 3 Standort KG: St. Martin am Techelsberg | Das im 18. Jahrhundert errichtete Mesnerhaus ist ein für den bäuerlichen Wohnhausbau des Mittelkärntner Raumes typisches Stöckel (Nebengebäude). Das Obergeschoß ist in Blockbauweise errichtet und wird von einem schindelgedeckten Walmdach bedeckt. | BDA-Hist.: Q37832861 Status: § 2a Stand der BDA-Liste: 2025-06-30 Name: Mesnerhaus GstNr.: 9 Kaplanei Sankt Martin am Techelsberg                                                     |
| ja   | Datei hochladen | Kath. Pfarrkirche hl. Martin HERIS-ID: 16854 Objekt-ID: 13122                       | Standort KG: St. Martin am Techelsberg                               | Ursprünglich romanische Chorturmkirche der ersten Hälfte des 13. Jahrhunderts, an den Turm östlich anschließender gotischer Chor des 15. Jahrhunderts mit Strebepfeilern. 1991/1993 Außenrestaurierung. Wiederherstellung spätbarock. „1746“ bezeichnete Architekturpolychromie. Südlich gotische Sakristei mit Beinhaus im Untergeschoß. | BDA-Hist.: Q37832851 Status: § 2a Stand der BDA-Liste: 2025-06-30 Name: Kath. Pfarrkirche hl. Martin GstNr.: 12 Pfarrkirche St. Martin am Techelsberg                                 |
| ja   | Datei hochladen | Tschachonigkreuz HERIS-ID: 16856 Objekt-ID: 13124                                   | Arndorf 2, in der Nähe Standort KG: St. Martin am Techelsberg        | Das Tschachonigkreuz ist ein um 1500 errichteter spätgotischer Nischenbildstock mit einem verschindelten Kegeldach. Seine Höhe von 8 Meter macht ihn zum größten Kärntner Bildstock aus dieser Epoche. Das Hauptgeschoß ist tabernakelartig und öffnet sich in vier gewölbten Spitzbogennischen. Neben den fast vollständig erhaltenen spätgotischen Putzen sind noch spätgotische Wandmalereireste sichtbar. Die Fresken wurden 1908 restauriert. Die südseitige Nische zeigt den hl. Martin zu Pferd, sowie im Gewölbe den Markuslöwen und eine Monstranz. In den Zwickeln wird die Verkündigung Mariä dargestellt. Die ostseitige Nische zeigt einen Wundmalchristus und darüber einen Matthäusengel sowie das Schweißtuch Christi. Außen sind die hll. Barbara sowie der Erasmus sichtbar. Rechts unten befinden sich gotische initialartige Zeichen. Die nordseitige Nische zeigt eine Kreuzigungsgruppe mit Maria und dem hl. Apostel Johannes. Im Gewölbe ist der Johannesadler sichtbar. In den Zwickeln sind zwei Heilige dargestellt. In der westlichen Nische ist Maria mit dem Kind abgebildet und darüber der Lukasstier. Außen wird ein heiliger Bischof sowie der hl. Wolfgang dargestellt. | BDA-Hist.: Q37832872 Status: Bescheid Stand der BDA-Liste: 2025-06-30 Name: Tschachonigkreuz GstNr.: 110 Tschachonigkreuz in Arndorf, Techelsberg                                     |
| ja   | Datei hochladen | Forstsee-Kraftwerk, Schaukraftwerk HERIS-ID: 16905 Objekt-ID: 13173                 | Saag 15 Standort KG: Tibitsch                                        | Das am Nord-Ufer des Wörthersees gelegene Werk wurde in den Jahren 1923 bis 1925 errichtet. Die technische Projektierung oblag Alfred Schröder und Adolf Wolf, die formale Gestaltung stammt von Franz Baumgartner. Das erste Pump-Speicherwerk des Landes präsentiert sich in der Art einer „Wörthersee-Villa“. Fassaden mit typischem „Baumgartner-Repertoire“, secessionistische Ornamentik unter Einfluss der Heimatschutzbewegung. Als Schaukraftwerk adaptiert; Nord-Wand der Turbinenhalle innen von Giselbert Hoke gestaltet. 1995/98 Generalsanierung, Farbigkeit und Aussehen der Erbauungszeit. | BDA-Hist.: Q1786097 Status: Bescheid Stand der BDA-Liste: 2025-06-30 Name: Forstsee-Kraftwerk, Schaukraftwerk GstNr.: 234/2 Forstseekraftwerk                                         |
| ja   | Datei hochladen | Antike Straße zum Forstsee HERIS-ID: 16900 Objekt-ID: 13168                         | Standort KG: Tibitsch                                                | Ein Teilstück der Römerstraße von Villach nach Virunum/Zollfeld verläuft von Göriach über den Bereich südlich des Forstsees bis in die Nähe des Nordufers des Wörthersees, östlich von Unterwinklern. Bei archäologischen Untersuchungen konnten 1969 Geleiserillen mit einer Spurbreite von 93,5 cm festgestellt und teilweise freigelegt werden. | BDA-Hist.: Q37833025 Status: § 2a Stand der BDA-Liste: 2025-06-30 Name: Antike Straße zum Forstsee GstNr.: 1013, 1014, 1015                                                           |
| ja   | Datei hochladen | Kath. Filialkirche hl. Georg HERIS-ID: 16901 Objekt-ID: 13169                       | Tibitsch Standort KG: Tibitsch                                       | Die Filialkirche hl. Georg wurde 1616 urkundlich erstmals erwähnt. Der kleine barocke Bau des 17. Jahrhunderts mit eingezogenem polygonalen Chor hat einen östlichen Dachreiter. 1991 erfolgte die Gesamtrestaurierung. Die Sakristei befindet sich an der Chor-Nordseite. Die westliche Vorlaube ruht auf gemauerten Pfeilern. Im Langhaus Tonnengewölbe mit drei Stichkappenpaaren; Stuckrahmenfelder im Gewölbescheitel. Die Fenster sind barock. Hölzerne West-Empore. Rundbogiger Triumphbogen. Chor einjochig, drei Achtel-Schluss, kreuzgratgewölbt. Kreuzgratgewölbte Sakristei. | BDA-Hist.: Q37833035 Status: § 2a Stand der BDA-Liste: 2025-06-30 Name: Kath. Filialkirche hl. Georg GstNr.: 1058 Filialkirche Tibitsch                                               |
| ja   | Datei hochladen | St. Josefi Kapelle HERIS-ID: 16903 Objekt-ID: 13171                                 | Standort KG: Tibitsch                                                | Die Kapelle hl. Josef befindet sich im Wald östlich des Forstsees. Sie wurde 1958/59 errichtet, hat ein steiles Satteldach und beherbergt zahlreiche Votivbilder und Schnitzfiguren des 19. Jahrhunderts. | BDA-Hist.: Q37833056 Status: § 2a Stand der BDA-Liste: 2025-06-30 Name: St. Josefi Kapelle GstNr.: 440/2 St. Josefi Kapelle, Tibitsch                                                 |
| ja   | Datei hochladen | Kath. Filialkirche hl. Vitus (mit Friedhof) HERIS-ID: 16850 Objekt-ID: 13118        | gegenüber Ebenfeld 13 Standort KG: Trabenig-Ebenfeld                 | Erste urkundliche Erwähnung im Jahre 1616. Schlichter Bau des 18. Jahrhunderts. Leicht eingezogener Chor mit flachrundem Schluss; über dem nördlichen Anbau erhebt sich der Turm mit rundbogigen Schallöffnungen und niedrigem Pyramidendach. Westeingang. An der südlichen Schiffaußenwand Christopherusgemälde des 18. Jahrhunderts. Dreijochiges Langhaus, Platzlgewölbe und Gurtbögen über Pilastern. Holzempore im Westen. Triumphbogenpfeiler mit Kämpfergesims. Chor einjochig, Tonne mit Stichkappen. Nördlich befindet sich die kreuzgratgewölbte Sakristei. Große rechteckige Fenster. | BDA-Hist.: Q37832827 Status: § 2a Stand der BDA-Liste: 2025-06-30 Name: Kath. Filialkirche hl. Vitus (mit Friedhof) GstNr.: 921, 570/2 Filialkirche hl. Vitus, Ebenfeld               |